# Saint-Hilaire-Cusson-la-Valmitte
Saint-Hilaire-Cusson-la-Valmitte este o comună în departamentul Loire din sud-estul Franței. În 2009 avea o populație de 326 de locuitori.

## Evoluția populației
| An        | 1975 | 1982 | 1990 | 1999 | 2006 | 2009 |
| --------- | ---- | ---- | ---- | ---- | ---- | ---- |
| Populație | 352  | 310  | 248  | 259  | 309  | 326  |